# Característica (logaritmos)
La característica es la parte entera de un logaritmo decimal o común, o el número entero inmediatamente inferior o igual al logaritmo; llamándose mantisa su complemento decimal. La característica indica la posición de la coma en el número asociado al logaritmo.

## Determinación
Por coincidir la base de la numeración (10) con la base de los logaritmos comunes, la característica puede determinarse por simple apreciación: para números mayores que la unidad, es positiva y coincide con el número de cifras de la parte entera del número asociado menos uno. Así, la característica del logaritmo de un número mayor o igual a 1 y menor que 10 (una cifra) es cero. Es lógico, ya que el logaritmo decimal de uno es cero, y el de diez, uno. Del mismo modo, la de los números mayores o iguales a 10, pero menores que 100 (dos cifras), será 1; la de los mayores o iguales a 100, pero menores que 1000 (tres cifras), será 2... La característica del logaritmo de un número comprendido entre 0 y 1 es negativa, tanto más cuanto más se acerque el número a cero, concretamente igual al número de ceros entre la coma decimal y la primera cifra significativa del número, más uno. Así, la característica del logaritmo de un número menor que 1 pero mayor o igual que 0,1 es –1; la de un número menor que 0,1, pero mayor o igual que 0,01 es –2...
Así pues, si se conoce el número, la característica se puede averiguar simplemente observando la ubicación de la coma decimal respecto a la primera cifra significativa; y, al contrario, si se conoce la característica, resulta directo ubicar correctamente la coma decimal en el número asociado. Las tablas de logaritmos suelen contener únicamente las mantisas, con mayor o menor precisión, pues las características, como se ha explicado, son fácilmente deducibles. La característica coincide siempre con el exponente del número asociado al logaritmo puesto en notación científica; pues ambas cifras representan, en realidad, lo mismo.

## Notación
Los logaritmos se suelen expresar simplemente como si fueran un número decimal, colocando la característica en la parte entera y la mantisa en la decimal. Sin embargo, si la característica del logaritmo es negativa no se escribe en la forma –característica,mantisa; pues eso parece indicar que tanto la característica como la mantisa son negativas.
Hay varias formas de resolver este conflicto: la más habitual es colocar una barra superior sobre la característica, indicando que es negativa, pero que la mantisa es positiva, en la forma {\displaystyle \scriptstyle {\overline {caracter{\acute {\imath }}stica}},mantisa}; o bien subrayarla con idéntico significado, en la forma característica,mantisa. Otra manera es posponer la característica por detrás de la mantisa, en el modo cero,mantisa—característica, de forma que queda claro lo que se pretende expresar. Una variante de esta última es sumar una cierta cantidad a la característica para hacerla positiva y restársela por detrás de la mantisa, de forma que el resultado sea el mismo; por ejemplo:
{\displaystyle {\overline {2}},123=0,123-2=8,123-10}